# مارغريت بلاند
مارغريت بلاند (بالإنجليزية: Margaret Bland)‏ هي كاتبة مسرحية وكاتِبة وشاعرة أمريكية، ولدت في 24 نوفمبر 1898 في تشارلوت في الولايات المتحدة، وتوفيت في 21 مارس 1996.